# روزانا بوديستا
روزانا بوديستا (بالإيطالية:Rossana Podestà)، من مواليد 20 يونيو 1934 في طرابلس ليبيا. هي ممثلة سينما إيطالية سابقة.
ولدت روزانا في مدينة طرابلس في ليبيا المستعمرة الإيطالية السابقة، حيث أمضت سنواتها الأولى ثم انتقلت إلى روما بعد الحرب العالمية الثانية. لا تزال تعيش في دوبينو بإقليم سونديريو أقصى الشمال الإيطالي برفقة متسلق الجبال الشهير والصحفي والمستكشف والتر بوناتي.

## السينما
من أشهر أدوارها دور هيلين في فيلم وارنر بروس Helen of Troy إنتاج العام 1956. لم تكن تتحدث الإنجليزية لكنها تلقت تدريبا من مدرب صوتي ولغوي وقت أدائها دورها في الفيلم. الدور منح روزانا أهمية سينمائية عالمية، كما شاركت في الفيلم بريجيت باردو حين كانت صغيرة.
عملت بعدها وزانا في عدد من الأفلام، وكان آخر أدوارها في فيلم Segreti segreti من إخراج جوسيبي بيرتولوتشي.
تزوجت روزانا ثم طلقت من المنتج ماركو فيتشاريو.

## روابط خارجية
- روزانا بوديستا على موقع IMDb (الإنجليزية)
- روزانا بوديستا على موقع ألو سيني (الفرنسية)
- روزانا بوديستا على موقع أول موفي (الإنجليزية)
- روزانا بوديستا على موقع قاعدة بيانات الأفلام السويدية (السويدية)
- روزانا بوديستا على موقع ديسكوغز (الإنجليزية)
- روزانا بوديستا على موقع قاعدة بيانات الفيلم (الإنجليزية)
- روزانا بوديستا على موقع كينوبويسك (الروسية)